# Prionospio queenslandica
Prionospio queenslandica är en ringmaskart som beskrevs av Blake och Kudenov 1978. Prionospio queenslandica ingår i släktet Prionospio och familjen Spionidae. Inga underarter finns listade i Catalogue of Life.